# Ford GT
La Ford GT est une supercar du constructeur automobile américain Ford.

## Présentation
La Ford GT a d'abord été introduite comme un « concept car » conçu pour célébrer le centenaire de Ford et mettre en valeur les modèles de légende de la marque tels que la Mustang et la Thunderbird. Camilo Pardo, à la tête du studio Living Legends de Ford, sera le chef de projet de cette création. Les designers s'inspireront de la GT40, célèbre voiture de course des années 1960 et quadruple vainqueur des 24 Heures du Mans, avec laquelle elle est souvent confondue aujourd'hui.
Le prototype reçoit un accueil très positif dans les salons automobile en 2002 et Ford décide d'en produire une série limitée. La première production verra le jour en 2004, il s'agit d'un véhicule de haute performance, à deux places, dont le design ressemble à celui de son ancêtre, avec un niveau de performance équivalent. Le moteur, en position centrale, est un V8 de 5,4 litres suralimenté produisant 558 ch (410 kW) et 678 N m de couple. Sa vitesse maximale est limitée électroniquement à 320 km/h.

### Développement

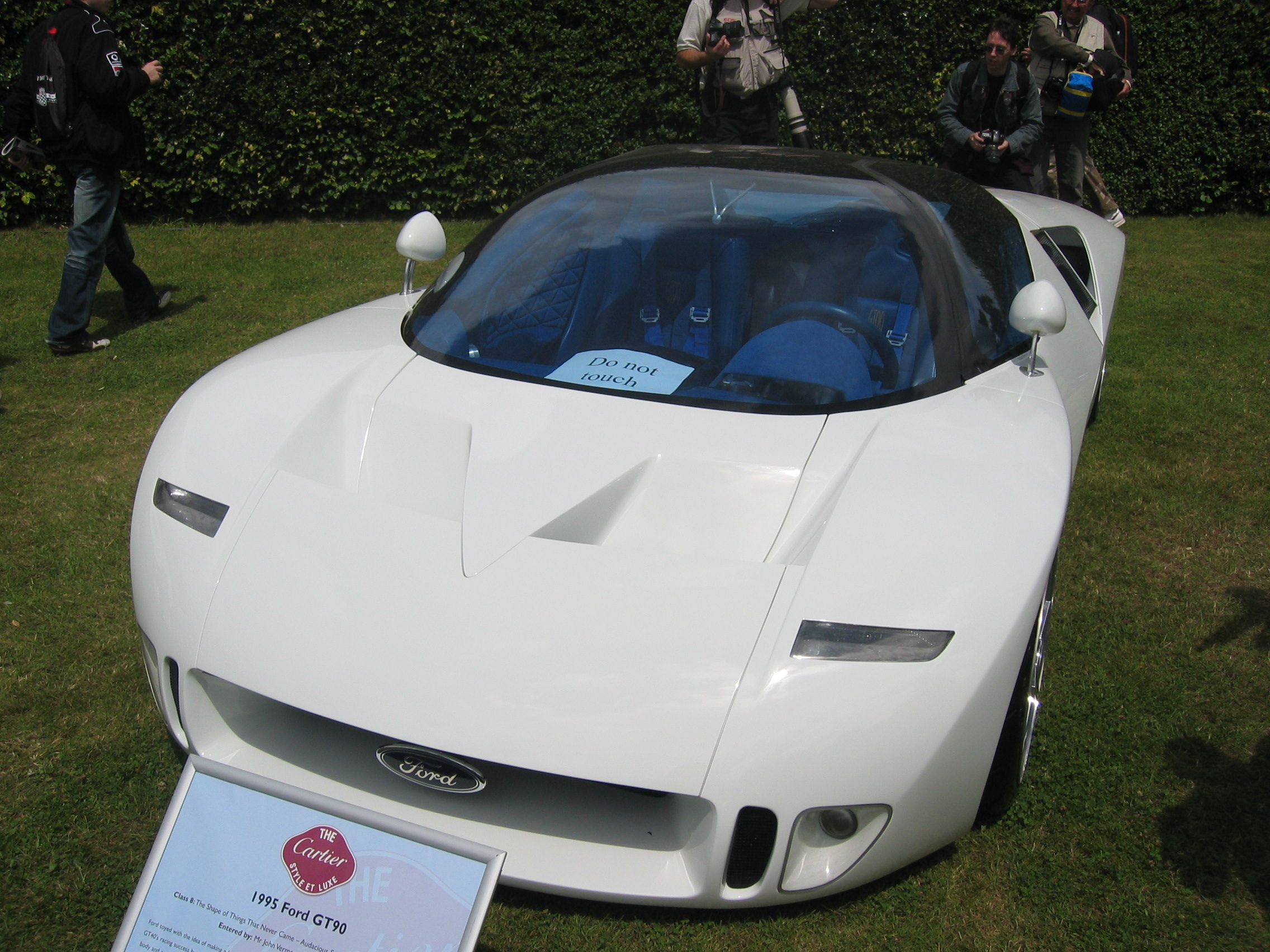
Le concept car Ford GT90 de 1995.

Le concept Ford GT90 est dévoilé au salon automobile de Détroit de 1995, comme une réinterprétation moderne de la GT40 des années 1960, cependant le modèle n'a jamais été commercialisé. Puis en 2002, un nouveau concept, alors appelé « GT40 », est présenté au public au salon de Détroit. Il est très proche de la GT40 originelle, ainsi que de la GT finale. Trois prototypes sont présentés en 2003 à l'occasion du centenaire de Ford et la livraison des premières GT de production commence à l'automne 2004, pour le millésime 2005.
Au premier regard, la GT est très similaire au modèle original GT40, mais elle est plus grande, plus large, et 76 mm plus haute que l'originale qui faisait 1 016 mm, ce qui lui avait donné son nom. On a donc pensé appeler la nouvelle voiture « GT43 ». 
Une entreprise anglaise, Safir Engineering, qui construisait des GT40 dans les années 1980, était devenue propriétaire de la marque. Quand celle-ci cessa la production, elle vendit les pièces restantes, l'outillage, les plans et la marque à une petite société établie dans l'Ohio, Safir GT40 Spares. Safir GT40 Spares cédera les droits d'utilisation de la marque « GT40 » à Ford pour le concept car original destiné aux salons, mais quand Ford décidera de produire la voiture, les négociations portant sur l'aspect financier échoueront. De ce fait la nouvelle Ford GT ne porte pas le logo « GT40 ».

### Production et ventes
La Ford GT est assemblée à Norwalk (Ohio), par Mayflower Vehicle Systems, une société indépendante de Ford, et peinte par Saleen dans son atelier Saleen Special Vehicles à Troy, Michigan. Son moteur est fabriqué dans l'usine de moteurs de Ford à Romeo, dans le Michigan. Le montage du moteur et de la boîte de vitesses sur la voiture, ainsi que les finitions intérieures se font dans les ateliers Ford de Wixom, toujours dans le Michigan.
Les premiers exemplaires de la Ford GT, très attendus, se vendent à des prix élevés. La première vente privée se concrétise le 4 août 2004 avec la livraison à Jon Shirley, un ancien dirigeant de Microsoft, de sa Ford GT 2005 de couleur Midnight Blue et bandes blanches. Shirley avait remporté l'honneur d'acheter la première GT (châssis no 10), les neuf premières étant réservées à des usages internes, en offrant la somme de 557 000 dollars à une enchère de charité menée par Christie's durant le concours d'élégance de Pebble Beach en Californie. Jay Leno, un présentateur de télévision très connu aux États-Unis pour son émission d'alors, The Tonight Show, prend possession de sa GT rouge (châssis no 12) une semaine plus tard.
Alors que certaines des premières voitures se sont vendues avec une majoration conséquente par rapport au prix catalogue qui était alors de 139 995 dollars aux États-Unis, le prix de vente pratiqué en juin 2005 présente une majoration qui n'est plus que de 10 000 à 20 000 dollars au-dessus du prix catalogue et en août 2005, plusieurs GT neuves étaient vendues sur eBay au prix constructeur.
Les options disponibles comprenaient un système audio McIntosh, les bandes « racing », des jantes en alliage forgées.
Des 4 500 Ford GT prévues initialement, environ 100 sont exportées vers l'Europe à partir de fin 2005 et 200 sont destinées à la vente au Canada. Approximativement 550 véhicules sont construits en 2004, environ 1 900 en 2005, et pour finir 1 600 en 2006. La production prend fin le 21 septembre 2006 sans avoir atteint le nombre initialement prévu de 4 500 unités, 4 038 GT au total ayant été produites. Les onze derniers véhicules assemblés par Mayflower Vehicle Systems sont démontés et les châssis, pièces et éléments de carrosserie vendus comme pièces de rechange. Les ventes de la GT se poursuivent en 2007, avec les voitures en stock à l'usine et celles déjà chez des concessionnaires.
| Année | Ventes | Ventes | Ventes | Ventes | Ventes | Ventes | Ventes | Ventes | Ventes | Ventes | Ventes | Ventes | Ventes | Production |
| Année | jan.   | fév.   | mars   | avr.   | mai    | juin   | jul.   | août   | sep.   | oct.   | nov.   | déc.   | Total  | Production |
| ----- | ------ | ------ | ------ | ------ | ------ | ------ | ------ | ------ | ------ | ------ | ------ | ------ | ------ | ---------- |
| 2004  |        |        |        |        |        |        |        |        |        | 22     | 63     | 59     | 144    | 547        |
| 2005  | 7      | 4      | 44     | 70     | 117    | 150    | 91     | 113    | 176    | 165    | 157    | 208    | 1 302  | 1 890      |
| 2006  | 157    | 194    | 204    | 157    | 178    | 185    | 147    | 143    | 133    | 102    | 261    | 58     | 1 919  | 1 601      |
| 2007  | 62     | 169    | -      |        |        |        |        |        |        |        |        |        | 231    | 0          |
| soit  | soit   | soit   | soit   | soit   | soit   | soit   | soit   | soit   | soit   | soit   | soit   | soit   | 3 596  | 4 038      |

### Ford GTX1

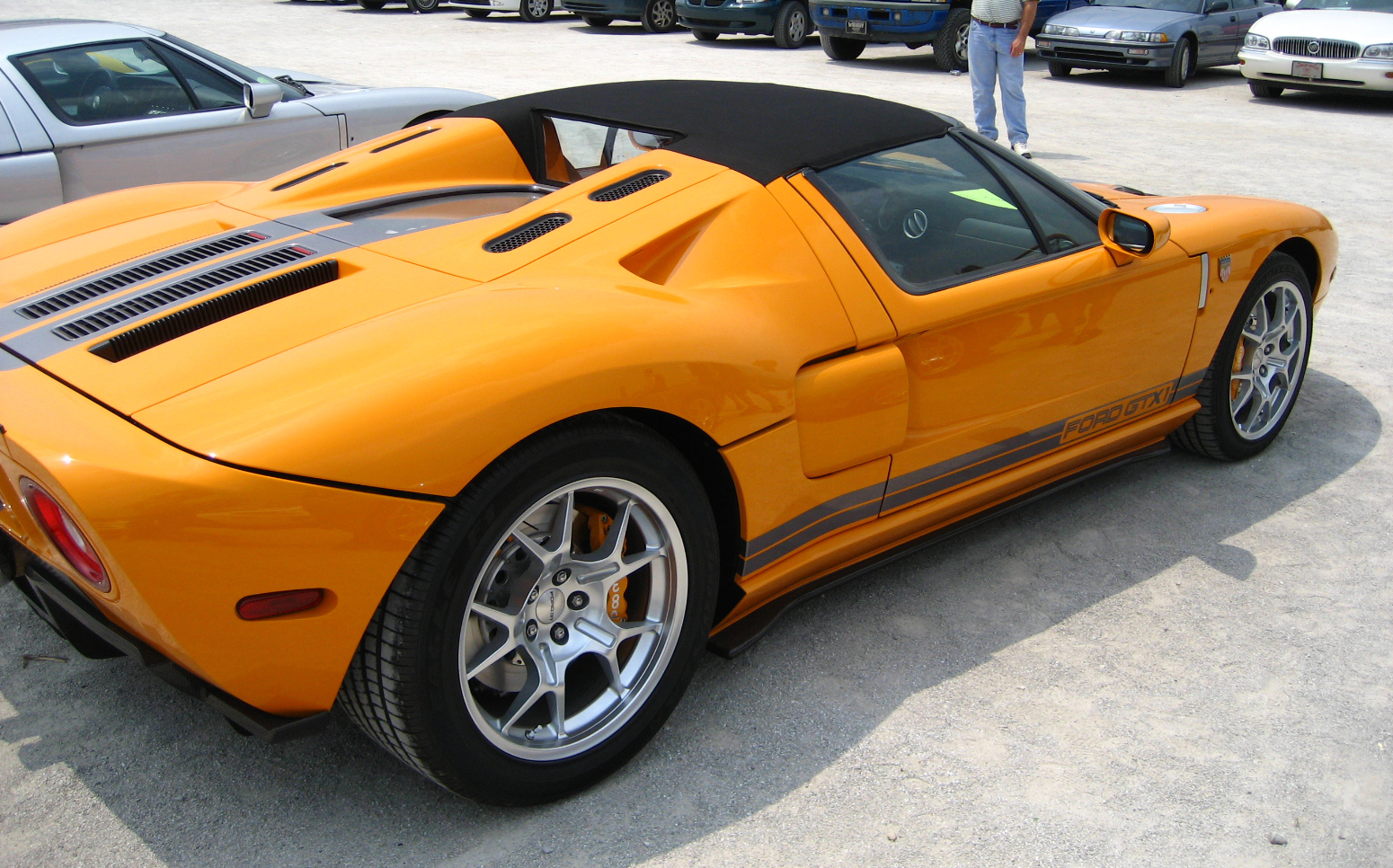
Prototype GTX1 no 001

En novembre 2005, la Ford GTX1, version roadster de la Ford GT est dévoilée à Las Vegas. La conversion, réalisée par Genaddi Design Group et approuvée par Ford, coûte 48 000 dollars. Celle-ci comprend des améliorations de la suspension (la voiture est plus basse), du freinage, de l'aérodynamisme, et de nouvelles suralimentations et ligne d'échappement portent la puissance du moteur à 710 ch (522 kW).
Une centaine de GTX1 sont sorties des ateliers et Genaddi Design Group a cessé de prendre des commandes après août 2008. Diverses options pour la GT y sont toujours disponibles.

### Performances et motorisation

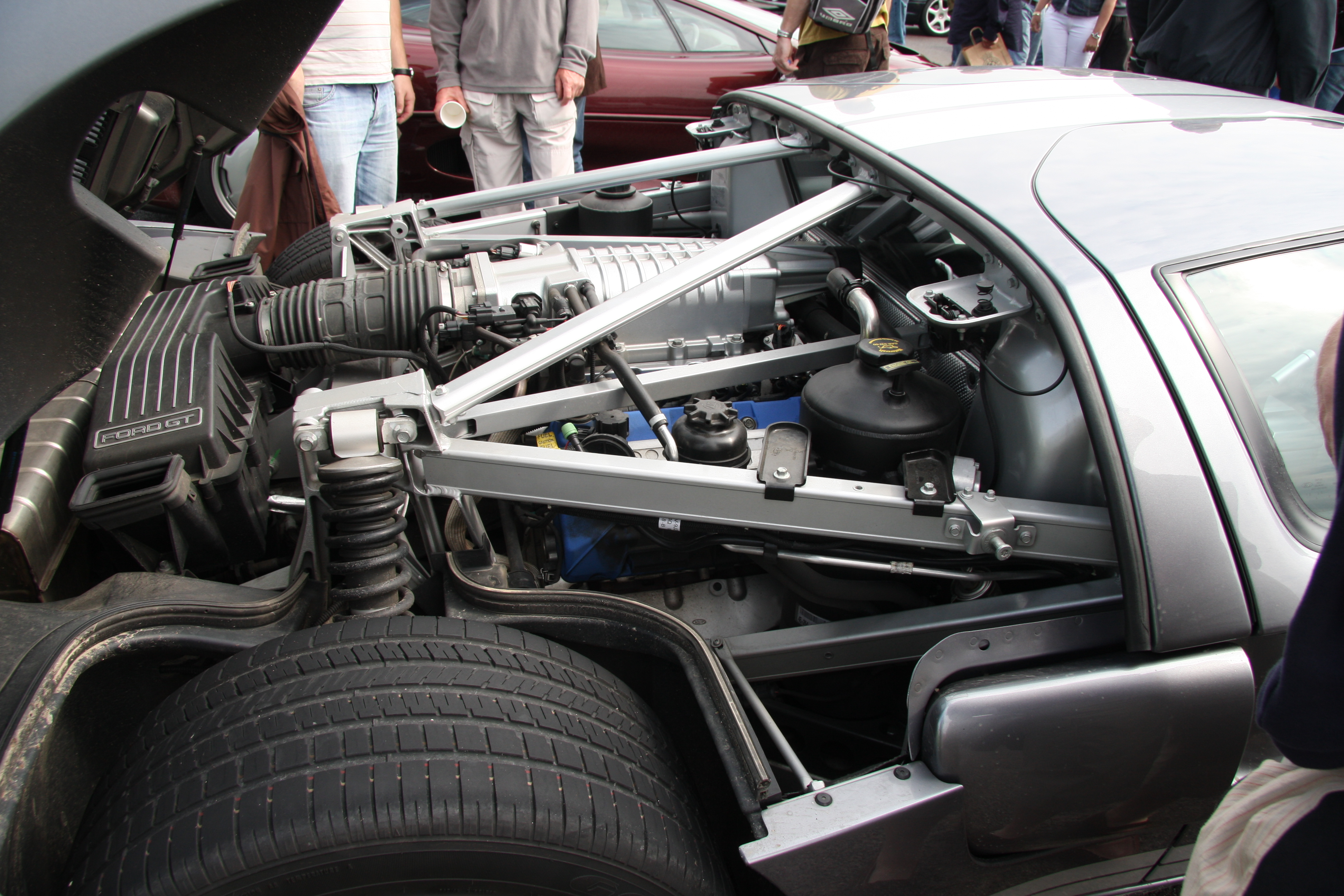
Le V8 de la GT

La Ford GT utilise de nombreuses technologies innovantes, notamment dans le formage (SPF à haute température), le collage et le soudage par friction malaxage de ses éléments de carrosserie en aluminium, ses portes en une pièce et son capot moteur en aluminium doublé d'un panneau en fibre de carbone, ou son réservoir d'essence moulé en matière plastique. Les freins, de marque Brembo, utilisent des étriers en aluminium à quatre pistons et des disques ventilés de 355 mm. Les suspensions sont à triangles superposés.
Le moteur V8 Ford Modular de 5,4 L est « tout aluminium ». Alimenté par un supercharger Lysholm de type « twin-screw », il développe 558 ch (410 kW). Il est couplé à une boîte de vitesses Ricardo manuelle à six rapports.
L'estimation de consommation en essence mesurée par l'Agence de protection de l'environnement des États-Unis (EPA) pour la GT est de 20 litres/100 km en ville, 12 litres/100 km à vitesse constante (et bien sûr réduite) sur autoroutes, avec une moyenne établie à 17 litres/100 km.
Performances :
- 0–100 km/h : 3,3 s[9] selon Car and Driver, 3,6 s[10], ou 3,7 s[11] selon Motor Trend
- 402 mètres départ arrêté : 11,2 s (passage de la ligne à 211 km/h[11]
- Vitesse maxi : 330 km/h (bride électronique)[2]

## Deuxième génération (2017-aujourd'hui)
Une seconde génération de Ford GT est présentée au salon automobile de Détroit et lors du dévoilement du jeu vidéo de course Forza Motorsport 6 en janvier 2015, avec des plans de production pour 2016 après une interruption de dix ans depuis la première génération, puis au salon de Genève 2015, et est commercialisée depuis fin 2016. La voiture a fêté le 50e anniversaire de la victoire de la GT40 aux 24 Heures du Mans 1966 et a participé avec succès aux 24 Heures du Mans 2016 pour mieux célébrer cet anniversaire, remportant la catégorie LM GTE-Pro, prenant les 1re et 3e places de sa catégorie.

### Développement
Le développement de la GT de deuxième génération était une opération très secrète chez Ford - selon le directeur de la conception, Chris Svensson, "une poignée de douze personnes, dont des ingénieurs clés, avaient accès au [studio de conception]". Ce secret a été maintenu à l'intérieur de Ford et dans la presse jusqu'à son dévoilement en 2015 au Salon de l'auto nord-américain.
La conception de la nouvelle GT a commencé avec son ensemble aérodynamique, qui était étroitement lié à l'objectif ultime de l'équipe de conception qui était de créer une voiture de course à succès au Mans. La faible force d'appui et l'efficacité aérodynamique étaient d'une importance primordiale dans le développement de l'extérieur de la voiture, ce qui a poussé les concepteurs à poursuivre un profil de style "forme de larme", comme on le voit souvent dans les voitures LMP1. Le groupe motopropulseur de la nouvelle GT est donc devenu un critère secondaire dans la conception externe et des performances aérodynamiques de la voiture. Bien qu'un moteur V8 et même un moteur V12 aient été tous deux envisagés, il a finalement été décidé d'utiliser le moteur V6 EcoBoost de Ford en raison des degrés de liberté que le moteur compact donnait aux concepteurs.
L'intention derrière la conception était que l'apparence générale de la GT de deuxième génération soit reconnaissable en tant que faisant partie de la gamme GT, ce qui signifiait, par exemple, une pièce avant coupée, des feux arrière circulaires et des doubles tuyaux d'échappement surélevés. Il n'y avait aucune exigence explicite pour du luxe ou de la praticité dans la conception de la voiture de route, ce qui est la raison derrière l'espace de chargement négligeable de la voiture et l'intérieur spartiate. La position assise intérieure a été fixée pour fournir un espace supplémentaire pour la carrosserie et la forme extérieure en forme de larme.

### Aperçu
Comme sa prédécesseur, la nouvelle Ford GT n'est proposée qu'en coupé 2 portes avec une disposition de moteur central arrière, dans le but d'améliorer la stabilité en gardant le centre de gravité près du milieu. La répartition du poids de la nouvelle GT est de 43% à l'avant et 57% à l'arrière. Contrairement à la voiture de première génération, la nouvelle GT possède des portes papillon qui ne comportent plus de pièce intégrée dans le toit.

#### Groupe motopropulseur
La voiture est propulsée par un moteur V6 EcoBoost bi-turbocompressé de Ford de 3 496 cm3 (3,5 L) développant 656 ch (482 kW) et 746 N m de couple. Pour l'année modèle 2020 et au-delà, cette puissance nominale a été augmentée à 669 ch (492 kW). Le moteur partage de nombreux composants avec le moteur V6 de 3,5 L du F-150, y compris les culasses, le bloc et le système à double carburant. Les différences notables incluent des turbocompresseurs plus gros, un collecteur d'admission en aluminium, un système de lubrification à carter sec personnalisé, des arbres à cames uniques et des composants d'entraînement rotatif et de synchronisation plus résistants.
Le moteur est couplé à une transmission à double embrayage Getrag 7DCL750 à 7 vitesses.

#### Châssis
À la base de la nouvelle GT se trouve un support monocoque en fibre de carbone boulonnée à des sous-cadres avant et arrière en aluminium recouverts de panneaux de carrosserie en fibre de carbone. Le pare-brise du véhicule est en verre Gorilla Glass fabriqué par Corning, qui est également utilisé pour la fabrication d'écrans de smartphone. Le verre Gorilla est utilisé pour réduire le poids du véhicule en permettant un pare-brise plus mince avec la même résistance qu'un pare-brise en verre normal. La GT utilise une pompe à huile externe à carter sec à quatre étages et a une capacité d'huile de 14,5 L.

#### Suspension
La nouvelle GT utilise un système de suspension à poussoir, qui déplace les principaux composants de la suspension vers l'intérieur et offre de l'espace pour les grands éléments aérodynamiques de la carrosserie de la voiture. La suspension est réglable hydrauliquement et la hauteur de caisse peut chuter de 120 mm en mode Comfort à 71 mm en modes Track ou Vmax. Ces modes de conduite ajustent, également, dynamiquement le composant d'amortissement de la suspension, qui se compose de deux ressorts empilés en série. En modes Track et Vmax, l'un de ces ressorts est complètement verrouillé pour augmenter la raideur globale du ressort du système. La voiture est également équipée d'un système de levage de l'essieu avant pour passer les obstacles de la route et les angles d'entrée raides.

#### Roues
La nouvelle GT est le deuxième véhicule Ford à être équipé de roues optionnelles en fibre de carbone, après la Mustang Shelby GT350R. En plus d'une résistance et d'une rigidité améliorées, ces roues pèsent 1 kg de moins que leurs homologues en aluminium forgé. Les roues ont un diamètre de 20 pouces à l'avant et à l'arrière et sont équipées de pneus Michelin Pilot Sport Cup 2 avec les codes 245/35 R 20 pour l'avant et 325/30 R 20 pour l'arrière. Les freins sont des disques ventilés en carbone-céramique fabriqués par Brembo, avec des étriers à six pistons à l'avant et des étriers à quatre pistons à l'arrière.

#### Aérodynamique
Les caractéristiques extérieures les plus marquantes de la nouvelle GT sont les tunnels de circulation d'air ouverts intégrés dans les ailes arrière de la voiture, appelés «arcs-boutants». Ces grands éléments aérodynamiques, activés par le moteur V6 compact et la conception de la suspension à tige de poussée, canalisent l'air autour du cockpit en forme de larme au-dessus du becquet arrière pour une force d'appui accrue. L'avant de la GT présente un nez en coupe inspiré de la GT40 et des évents dans le capot qui font passer l'air venant en sens inverse sur le dessus de la voiture. L'arrière comporte un grand diffuseur et des feux arrière circulaires et creux qui expulsent l'air absorbé par les évents intégrés dans les arcs-boutants.
Le becquet arrière actif de la GT peut s'ajuster et s'adapter à différentes conditions et modes de conduite en fonction de la force d'appui nécessaire. En mode Track, un flap gurney s'étend vers le bord de fuite de l'aile pour encore augmenter la force d'appui, et l'aile se retourne à la verticale pour aider à arrêter la voiture en cas de freinage brusque.

### Performance
La nouvelle GT a une vitesse de pointe revendiquée de 348 km/h et un rapport puissance/poids de 0,44 ch (0,32 kW) par kilogramme. Dans les virages en régime permanent sur une piste de dérapage, la GT peut atteindre 1,11 g d'accélération latérale et la voiture est capable de freiner de 113 km/h à un arrêt complet en 44 m. Les chiffres d'accélération indépendants sont fournis ci-dessous.
- 402 m : 10,8 secondes à 216 km/h
- 0-97 km/h: 3,0 secondes
- 0-161 km/h: 6,2 secondes
- 0-209 km/h: 10,1 secondes
- 0-241 km/h: 14,5 secondes
- 0-274 km/h: 21,4 secondes

Au Willow Springs International Raceway, le pilote d'essai de Motor Trend, Randy Pobst, a réalisé un temps au tour de 1 min 23 s 69 dans une GT de 2017, ce qui, à l'époque, en a fait la quatrième voiture de route la plus rapide testée, derrière la Porsche 918 Spyder de 2015 (1 min 23 s 54) et devant la Porsche 911 Turbo S de 2017 (1 min 24 s 26). Après avoir souffert de problèmes mécaniques lors d'un précédent test par le magazine automobile Car and Driver, le pilote de course Billy Johnson a établi un temps au tour autour du Virginia International Raceway de 2 min 38 s 62 dans une GT de 2017. Cela la place au troisième rang du classement général des essais de Car and Driver sur ce circuit, derrière les Chevrolet Corvette ZR1 de 2019 (2 min 37 s 3) et Porsche 911 GT2 RS Weissach de 2018 (2 min 37 s 8).

### Production
La production a commencé en décembre 2016 et devrait se poursuivre jusqu'en 2022, avec un taux de production prévu d'une voiture par jour dans l'usine d'assemblage à faible volume de Multimatic à Markham, Ontario, Canada. Environ deux cents voitures produites en 2017 et 2018 ont été rappelées pour corriger des risques de fuite hydraulique et d'incendie potentiels. Les voitures produites pour les années modèles 2017 et 2018 sont attribuées via le processus d'attribution des véhicules de Ford Performance. Les voitures produites pour l'année modèle 2019 étaient principalement destinées aux acheteurs n'ayant pas réussi le processus de sélection initial, et les voitures produites pour l'année modèle 2020 sont destinées aux nouveaux clients.

#### Mise à jour de l'année modèle 2020
Pour l'année modèle 2020, la Ford GT a reçu une mise à jour qui a introduit plusieurs améliorations mécaniques et de nouvelles éditions spéciales. Le V6 EcoBoost de 3,5 L est maintenant évalué à 669 ch (492 kW) en raison de pistons refroidis par galerie et de bobines d'allumage plus puissantes. Le nouveau réglage du moteur se traduit également par une "bande de couple plus large" selon Ford, bien que le couple total de sortie reste inchangé. La GT mise à jour est également livrée de série avec un nouveau système d'échappement en titane développé par Akrapovič, qui économise 4 kg par rapport à l'échappement d'origine. En mode Track, la rigidité de la suspension a également été de nouveau augmentée et le flux d'air de refroidissement dans les arcs-boutants a été amélioré par la nouvelle conception de l'évent dans ce modèle mis à jour.

#### Éditions spéciales

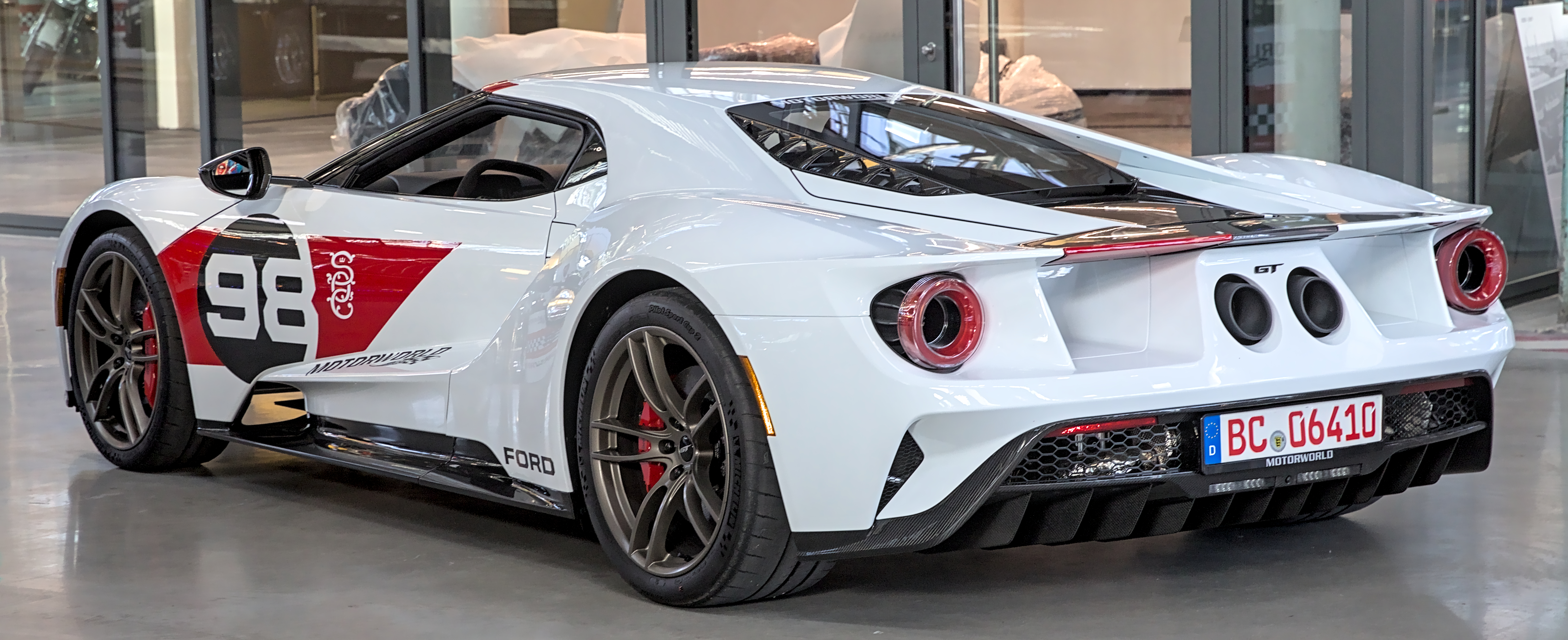
2021 Heritage Edition.

Il y a eu un certain nombre de séries en édition spéciale pour la nouvelle GT, impliquant souvent des livrées, des matériaux ou des changements intérieurs uniques. Ces éditions spéciales comprennent:
- Competition Series : La plus proche pour se rapprocher de la voiture qui a remporté le Mans 2016, avec toutes les pièces en fibre de carbone en option, avec des économies de poids à l'intérieur grâce à la suppression de la climatisation, du matériel radio et des bacs de rangement[33].
- '66 Heritage Edition : Peinture noire mate ou métallique avec des graphismes #2 pour honorer la GT40 Mk II gagnante aux 24 Heures du Mans 1966.
- '67 Heritage Edition : Peinture de course rouge avec des graphismes #1 pour honorer la GT40 Mk IV victorieuse aux 24 Heures du Mans 1967.
- '68 Heritage Edition : Livrée Gulf Oil bleue et orange avec graphismes #9 (2019) ou #6 (2020) pour honorer les victoires consécutives de la GT40 Mk I aux 24 Heures du Mans 1968 et 1969[34].
- Liquid Carbon : Carrosserie et roues en fibre de carbone exposés pour l'année modèle 2020, à un prix augmenté de 750 000 $ US[35].
- 2021 Heritage Edition : Cette édition présente la livrée no. 98 de la Ford GT40 gagnante de Daytona en 1966. La GT40 était conduite par Ken Miles.

### GT Mk II
Une version piste de la nouvelle GT, nommée GT Mk II, a été lancée le 4 juillet 2019 au Goodwood Festival of Speed. Le nom rend hommage à la voiture de course originale, la GT40 Mk II qui a remporté les 24 Heures du Mans 1966.
La GT Mk II présente de nombreux changements substantiels par rapport à la voiture de route qui augmentent ses capacités sur la piste. Le moteur V6 EcoBoost de 3,5 L a été réglé et développe plus de 710 ch (522 kW), il est refroidi par une prise d'air montée sur le toit et de nouveaux refroidisseurs intermédiaires montés à l'extérieur. Le retrait du système de hauteur de caisse réglable et l'intérieur dépouillé réduit le poids total de la Mk II d'environ 91 kg par rapport à la voiture de route. Le becquet actif a été remplacé par un becquet fixe beaucoup plus grand, qui, associé à un diffuseur plus grand et de nouveaux éléments aérodynamiques, entraîne une augmentation de 400% de l'appui par rapport à la voiture de route. La GT Mk II utilise des roues plus petites de 19 pouces et des pneus de course lisses Michelin Pilot Sport GT, bien qu'elle partage les freins en carbone-céramique de la GT.
En raison de ces changements, la GT Mk II n'est pas autorisée sur la route. Seulement 45 unités seront construites, et à un prix unitaire de 1,2 million de dollars américains, c'est la Ford neuve la plus chère jamais vendue. La Mk II, cependant, n'est pas vendue par Ford mais directement aux clients par Multimatic, le fabricant canadien de toutes les GT.

### Mansory LeMansory
La Mansory LeMansory est un modèle unique de Mansory, basé sur la Ford GT de deuxième génération. L'extérieur a été entièrement retravaillé, y compris de nouveaux phares, une carrosserie entièrement en fibre de carbone, un nouveau kit carrosserie large, un nouveau grand aileron arrière et un nouveau système de triple échappement, fini dans une couleur exclusive appelée "Bleurion Race", exclusivement pour la voiture. Initialement prévu pour être publié en première mondiale au Salon de l'automobile de Genève 2020, cela a plutôt été fait en ligne. Le V6 biturbo de 3,5 litres a également été retravaillé et donne à la voiture 710 ch (522 kW) et 841 N m de couple. Pour célébrer le 30e anniversaire de Mansory, il n'y aura que 3 unités fabriquées, ce qui signifie qu'il y aura une unité produite pour chaque décennie d'existence de l'entreprise.

## Courses

### Aperçu
La Ford GT a fait campagne sur divers sites de course. Ceux-ci inclus:
- En 2006 et 2007, une GT très modifiée, renommée GT300 du nom de sa catégorie a couru au Japon en Super GT[42]. Elle était équipée d'un moteur V8 Ford Zetec-R de 3,5 litres, un type de moteur produit par Cosworth et utilisé en Formule 1 dans les années 1990.
- Les équipes Matech GT Racing[43] (Suisse) et Marc VDS Racing Team[44] (Belgique) courent actuellement en catégorie GT1 dans le championnat FIA GT.
- Doran Racing participe actuellement au championnat nord-américain American Le Mans Series (ALMS) avec une Ford GT-R dans la catégorie GT2[45].
- Fin 2010, l'équipe suisse Matech Compétition devrait construire dix Ford LMGT pour la nouvelle catégorie GT créée par l’ACO pour 2011. Elles sont basées sur la GT1 actuelle[46].
- En juin 2011, la Ford GT de l'équipe Robertson Racing, pilotée par David et Andrea Robertson et David Murry remporte la troisième place de la catégorie GTE Am aux 24 Heures du Mans.

### Première génération

#### Ford GT GT1
La Ford GT GT1 est une version de course de la Ford GT développée par Matech Concepts pour se conformer aux règles FIA GT1. Les débuts officiels de la Ford GT1 ont coïncidé avec le coup d'envoi de la saison 2009 du championnat FIA GT à Silverstone. Pour la saison 2010 du Championnat du Monde FIA GT1, quatre voitures ont été alignées par deux équipes: Matech Competition et Marc VDS Racing Team. Trois voitures ont participé aux 24 Heures du Mans 2010, dont deux (la voiture numéro 70 de la Marc VDS Racing Team et la voiture numéro 61 de Matech Concepts) abandonnants très tôt. La troisième voiture a abandonné plus tard dans la course. Pour la saison 2011 du Championnat du Monde FIA GT1, Matech a quitté la série, ce qui a laissé Marc VDS piloter les quatre voitures pendant la saison, deux sous le nom de Marc VDS Racing Team et les deux autres sous le nom de Belgian Racing.

#### Ford GT GT3
La Ford GT a également été homologuée pour les règles FIA GT3 par Matech Concepts. La Ford GT GT3 est impliquée dans de nombreux championnats, dont le Championnat d'Europe FIA GT3, le Championnat du Monde FIA GT1, la Blancpain Endurance Series, etc. La version GT3 est plus lente que la version GT1 (évaluée à environ 507 ch (373 kW) au lieu de 608 ch (447 kW)) et présente une carrosserie différente.

### Deuxième génération

#### Ford GT LM GTE-Pro par Ford Chip Ganassi Racing
Le 12 juin 2015, au Mans, il a été annoncé que Ford reviendrait aux 24 Heures du Mans en 2016 avec un effort de quatre voitures soutenu par l'usine, roulant sous le nom de Ford GT LM GTE par Ford Chip Ganassi Racing avec les spécifications du Mans. Les voitures de Ford Chip Ganassi Racing ont fait campagne à la fois dans le championnat IMSA WeatherTech SportsCar et dans le championnat du monde d'endurance de la FIA. La voiture a fait ses débuts aux 24 Heures de Daytona 2016 les 30 et 31 janvier, terminant septième et neuvième de sa catégorie.
Le 19 juin 2016, la Ford GT no 68 de Ford Chip Ganassi Racing a terminé première des 24 Heures du Mans dans la catégorie LM GTE-Pro; la victoire a marqué cinquante ans après que Ford ait remporté les 24 Heures du Mans en 1966, où ils sont arrivés premier, deuxième et troisième avec la GT40,. Dans les 6 Heures de Fuji 2016 et les 6 Heures de Shanghai 2016, les deux Ford GT ont terminé 1–2 aux deux courses, la #67 gagnant les deux et la #66 venant en deuxième dans les deux.
Lors de la première course du WEC à Silverstone, la Ford GT no 67 a remporté la victoire. Deux courses plus tard, le 19 juin 2017, la Ford GT no 67 de Ford Chip Ganassi Racing a terminé deuxième des 24 Heures du Mans dans la catégorie LM GTE-Pro; cette fois cinquante ans après la deuxième victoire au Mans en 1967.

##### Victoires de course
| Année | N° | Événement                                    | Circuit                           | Séries                               |
| ----- | -- | -------------------------------------------- | --------------------------------- | ------------------------------------ |
| 2016  | 1  | Continental Tire Monterey Grand Prix         | Mazda Raceway Laguna Seca         | WeatherTech SportsCar Championship   |
| 2016  | 2  | 24 Heures du Mans                            | Circuit de la Sarthe              | Championnat du monde d'endurance FIA |
| 2016  | 3  | Sahlen's Six Hours of the Glen               | Watkins Glen International        | WeatherTech SportsCar Championship   |
| 2016  | 4  | Grand Prix automobile de Mosport             | Canadian Tire Motorsport Park     | WeatherTech SportsCar Championship   |
| 2016  | 5  | 6 Heures de Fuji                             | Fuji Speedway                     | Championnat du monde d'endurance FIA |
| 2016  | 6  | 6 Heures de Shanghai                         | Circuit international de Shanghai | Championnat du monde d'endurance FIA |
| 2017  | 7  | 24 Heures de Daytona                         | Daytona International Speedway    | WeatherTech SportsCar Championship   |
| 2017  | 8  | 6 Heures de Silverstone                      | Circuit de Silverstone            | Championnat du monde d'endurance FIA |
| 2017  | 9  | Continental Tire Road Race Showcase          | Road America                      | WeatherTech SportsCar Championship   |
| 2017  | 10 | 6 Heures de Shanghai                         | Shanghai International Circuit    | Championnat du monde d'endurance FIA |
| 2018  | 11 | 24 Heures de Daytona                         | Daytona International Speedway    | WeatherTech SportsCar Championship   |
| 2018  | 12 | 6 Heures de Spa-Francorchamps                | Circuit de Spa-Francorchamps      | Championnat du monde d'endurance FIA |
| 2018  | 13 | Sahlen's Six Hours of the Glen               | Watkins Glen International        | WeatherTech SportsCar Championship   |
| 2018  | 14 | Grand Prix automobile de Mosport             | Canadian Tire Motorsport Park     | WeatherTech SportsCar Championship   |
| 2018  | 15 | Grand Prix automobile de Nouvelle-Angleterre | Lime Rock Park                    | WeatherTech SportsCar Championship   |
| 2018  | 16 | Continental Tire Road Race Showcase          | Road America                      | WeatherTech SportsCar Championship   |
| 2019  | 17 | Grand Prix automobile de Nouvelle-Angleterre | Lime Rock Park                    | WeatherTech SportsCar Championship   |
| 2019  | 18 | Road America 500                             | Road America                      | WeatherTech SportsCar Championship   |
| 2019  | 19 | IMSA Monterey Grand Prix                     | WeatherTech Raceway Laguna Seca   | WeatherTech SportsCar Championship   |

## Dans la culture populaire

### Jeux vidéo
La Ford GT est un modèle présent dans un grand nombre de jeux vidéo, dont voici une liste non exhaustive.
- Asphalt 8: Airborne
- Asphalt 9: Legends
- Ford Street Racing
- Ford Racing 2
- Ford Racing 3
- Forza Horizon
- Forza Horizon 2
- Forza Horizon 4
- Forza Motorsport
- Forza Motorsport 2
- Forza Motorsport 3
- Forza Motorsport 4
- Forza Motorsport 5
- Forza Motorsport 6
- Gran Turismo 4
- Gran Turismo 5
- Gran Turismo 6
- Gran Turismo 7
- Need for Speed: Carbon
- Need for Speed: Hot Pursuit
- Need for Speed: Most Wanted
- Need for Speed: Undercover
- Test Drive Unlimited
- Test Drive Unlimited 2
- Real Racing 3

C'est aussi le modèle visible sur la jaquette de Gran Turismo 4 et Test Drive Unlimited.